# Kevin Smit
Kevin Jan Smit (Oldenburg, 6 aprile 1991) è un cestista tedesco.

## Palmarès
- ProA: 1

RASTA Vechta: 2022-2023